# موسيقى أمريكية إفريقية
مصطلح الموسيقى الأمريكية الإفريقية (بالإنجليزية: African–American music)‏ هو مصطلح واسع يغطي مجالًا متنوعًا من الموسيقى والأنماط الموسيقية التي طُورت بمعظمها على أيدي الأمريكيين الأفارقة. وتعود أصول هذه الأنماط إلى أشكال موسيقية نشأت في ظل العبودية التاريخية التي وصمت حياة الأمريكيين الأفارقة قبل الحرب الأهلية الأمريكية.
عقب الحرب الأهلية، طور الأمريكيون ذوو البشرة السوداء –من خلال تعيينهم موسيقيين يعزفون الموسيقى الأوروبية في الفرق العسكرية– أسلوبًا موسيقيًا جديدًا أطلق عليه اسم الراجتايم، وتطوّر هذا الأسلوب تدريجيًّا ليتحوّل إلى الجاز. وقد ساهم الأمريكيون الأفارقة في تطوير هذه الأنماط الموسيقية من خلال معرفتهم واطلاعهم على البنية المعقدة متعددة الإيقاعات للرقص والموسيقى الشعبيين المنتشرين بين شعوب غرب إفريقيا وجنوب الصحراء الكبرى. وكان لهذه الأشكال الموسيقية تأثيرًا واسع المدى على تطور الموسيقى في الولايات المتحدة وأنحاء العالم خلال القرن العشرين.
وقد طُور نمطي البلوز والراجتايم الحديثين في أواخر القرن التاسع عشر من خلال الدمج بين التصويت البشري الإفريقي الغربي –الذي يوظف السلاسل النغمية التوافقية الطبيعية– وبين نوتات البلو الموسيقية ذات الحدة المختلفة عن الحدة القياسية.
أنتِجت أولى تسجيلات الجاز والبلوز في عشرينيات القرن العشرين، وطور الموسيقيون الأمريكيون الأفارقة أساليب موسيقية قريبة منهما مثل الريذم أند بلوز (آر أند بي) في أربعينيات القرن نفسه. وفي الستينيات، كان لمؤدي موسيقى السول تأثير كبير على المغنين ذوي البشرة البيضاء من الولايات المتحدة والمملكة المتحدة. وفي منتصف الستينيات، طور الموسيقيون ذوو البشرة السوداء نمط الفانك الموسيقي وكان من بينهم أعلام رياديون كثر في نمط الجاز روك فيوجن (القائم على الدمج بين الجاز والروك) الذي ساد في نهاية الستينيات والسبعينيات. وفي السبعينيات والثمانينيات، طور الفنانون ذوو البشرة السوداء نمط الهيب هوب، وقدموا في الثمانينيات أسلوب الرقص المتفرع من موسيقى الديسكو والذي عُرف باسم موسيقى الهاوس. أما في العقد الأول من القرن الحادي والعشرين، فقد حظيت موسيقى الهيب هوب بشعبية طاغية. وتُظهر الموسيقى السائدة في يومنا تأثرًا شديدًا بالأنماط الموسيقية الأمريكية الإفريقية السابقة والحالية.

## مزاياها التاريخية
إضافة إلى المزاوجة بين المزايا التناغمية والإيقاعية السائدة في موسيقى غرب إفريقيا وجنوب الصحراء الكبرى وبين التلحين الموسيقي الأوروبي، فقد ساهم الظرف التاريخي الذي فُرضت فيه عبودية الملكية المنقولة على الأمريكيين ذوي البشرة السوداء ضمن المجتمع الأمريكي مساهمة كبيرة في الأوضاع التي حددت شكل موسيقاهم.
وقد سبق ظهورَ العديد من الأشكال الموسيقية التي تميز الموسيقى الأمريكية الإفريقية أنماطٌ تاريخية سالفة، ضمت كلًا من: أهازيج الحقول وإيقاعات البيت بوكس وأغاني العمل والكلمة المنطوقة وأداء الراب وغناء السكات الارتجالي والنداء والاستجابة والتصويت (أو التأثيرات الصوتية الخاصة: التأثيرات البلعومية والتصويت المُدخَل والفولسيتو والميليسما والإيقاع الصوتي) والارتجال ونوتات البلو والإيقاعات المتعددة (تأخير النبر والدمج الصوتي والتوتير والارتجال والقرع ونوتات السوينغ) والبنية الموسيقية (المجاوبة الصوتية والهوموفوني والبولفونية والتغاير الصوتي) والانسجام الموسيقي (التسلسل العامي والانسجام المركب ومتعدد الأجزاء، كما في الموسيقى الروحانية وموسيقى الدو ووب وموسيقى الباربرشوب). 

## تاريخها

### القرن الثامن عشر
في أواخر القرن الثامن عشر، نشأت الموسيقى الروحانية الشعبية بين العبيد الجنوبيين عقب اعتناقهم للديانة المسيحية. غير أن تغيير ديانتهم لم يؤدِّ إلى تبنيهم للتقاليد المرتبطة بالطقوس المسيحية، بل عملوا على تحوير هذه الطقوس بطريقة تحمل معنى بالنسبة إليهم باعتبارهم أفارقة في أمريكا، وكثيرًا ما كانوا يرددون الأغاني الروحانية ضمن مجموعات أثناء عملهم في الحقول والمزارع.
وغالبًا ما تميزت الموسيقى الروحانية الشعبية –على عكس معظم الموسيقى الإنجيلية لدى ذوي البشرة البيضاء– بالنشاط، إذ أضاف العبيد الرقص (الذي عُرف لاحقًا باسم «الشاوت») وأشكالًا أخرى من الحركات الجسدية إلى الغناء. وإلى جانب ذلك، غيروا ألحان المزامير والتراتيل وإيقاعاتها، مثل زيادة سرعة العزف، وأضافوا لوازم ومقاطع كورس متكررة، واستعاضوا عن النصوص التقليدية بأخرى جديدة تضمنت غالبًا كلمات وعبارات من اللغة الإنجليزية واللغات الإفريقية في آن واحد. وحظيت الموسيقى الروحانية الشعبية –التي كان الناس يتناقلونها بالتواتر الشفهي أول الأمر– بمكانة مركزية في حياة الأمريكيين الأفارقة لأكثر من ثلاثة قرون، أدت خلالها وظائفَ دينية وثقافية واجتماعية وسياسية وتاريخية.
كانت الموسيقى الروحانية الشعبية تؤلَّف وتؤدى عفويًا بأسلوب مرتجَل قائم على التكرار، وأكثر البنى الغنائية شيوعًا ضمن هذا اللون الموسيقي هي النداء والاستجابة (كما في أغنية «بلو، غابرييل») واللوازم التكرارية (كما في أغنية «هي روز فروم ذا ديد»). ويقوم نمط النداء والاستجابة على تبادل الغناء بين مغنٍ منفرد ومجموعة من المغنين، وعادةً ما يرتجل المغني المنفرد سطرًا ما، فيستجيب بقية المغنين عن طريق تكرار العبارة نفسها، ويتخلل الغناء تنويعات من الآهات والنداءات والهتافات وما إلى هنالك، مع تغيير النبرة الصوتية. وإضافة إلى ذلك، يكون الغناء مترافقًا مع تصفيق بالأيدي وخبط بالأقدام. 

### القرن التاسع عشر
بدأ تأثير الأمريكيين الأفارقة في الموسيقى الأمريكية السائدة يبرز منذ القرن التاسع عشر، مع انتشار عروض الوجوه السوداء الغنائية. وتحولت آلة البانجو ذات الأصل الإفريقي إلى آلة شعبية، إذ أدخِلت إيقاعاتها المشتقة من الموسيقى الإفريقية في الأغاني الشعبية على يد ستيفن فوستر وغيره من كتّاب الأغاني. وفي ثلاثينيات القرن التاسع عشر، أدت الصحوة الكبرى الثانية إلى نهوض حركات الإحياء المسيحية وحركة التقوية، لا سيما في أوساط الأمريكيين الأفارقة. وبالاعتماد على أغاني العمل التقليدية، ابتكر الأمريكيون الأفارقة المستعبَدون عددًا متنوعًا من أنماط الموسيقى الروحانية والمسيحية وبدؤوا يؤدونها. وكانت بعض هذه الأغاني تقوم مقام رسائل مشفرة تدعو إلى التمرد على الملّاك أو تلمح إلى الفرار.
واستمر انتشار الموسيقى الأمريكية الإفريقية خلال الفترة التي تلت الحرب الأهلية، إذ انطلقت فرقة جامعة فيسك للأغاني الشعبية في جولتها الأولى عام 1871. وساهم فنانون، كان من بينهم جاك ديلاني، في تحديث الموسيقى الأمريكية الإفريقية التالية للحرب بشكل ثوري في وسط شرق الولايات المتحدة. وخلال السنوات التالية، تشكلت فرق احترافية لأغاني ذوي البشرة السوداء الشعبية وقامت بجولات عديدة، إذ نُظمت أول فرقة موسيقية كوميدية لذوي البشرة السوداء –وهي فرقة الأخوات هايرز للمسرح الموسيقي الهزلي– في عام 1876. وفي النصف الثاني من القرن التاسع عشر، كانت صالونات الحلاقة في الولايات المتحدة غالبًا ما تقوم مقام مراكز مجتمعية يجتمع ضمنها معظم الرجال. ونشأت فرق محلات الحلاقة الرباعية (باربرشوب كوارتيت) على أيدي رجال أمريكيين أفارقة في محاولة منهم للتواصل الاجتماعي داخل محلات الحلاقة؛ إذ كانوا يترنمون بألحان متناغمة أثناء انتظارهم، فيغنون الأغاني الروحانية والشعبية والفلكلورية. وأدى هذا إلى نشوء أسلوب جديد قوامه أربعة أصوات غنائية متناغمة لا يرافقها عزف على الآلات. وفي ما بعد، تبنى المغنون الجوالون من ذوي البشرة البيضاء هذا الأسلوب، فسُجلت أغانيهم وبيعت خلال الفترة المبكرة من نشوء صناعة التسجيلات الموسيقية. وبحلول نهاية القرن التاسع عشر، أصبحت الموسيقى الأمريكية الإفريقية جزءًا لا يتجزأ من الثقافة الأمريكية السائدة.